# Ilías Chatzipavlís
Ilías Chatzipavlís (grec moderne : Ηλίας Χατζηπαυλής), né le 24 mai 1949 au Pirée, est un skipper grec.

## Carrière
Il remporte aux Jeux olympiques d'été de 1972 la médaille d'argent de l'épreuve de Finn. Il termine dixième de la même épreuve aux Jeux olympiques d'été de 1980. Il est sixième de l'épreuve de Star aux Jeux olympiques d'été de 1984 et douzième de la même épreuve en aux Jeux olympiques d'été de 1988. 